# Tom Mankiewicz
Thomas Frank Mankiewicz, né le 1er juin 1942 à Los Angeles, et mort au même lieu le 31 juillet 2010, est un scénariste, réalisateur et producteur de films américain. 

## Biographie
Il est notamment connu pour son travail sur les films de James Bond, le film Superman — bien que non crédité pour ce dernier — et la série télévisée Pour l'amour du risque.

### Vie privée
Il est le fils du premier producteur de la 20th Century Fox, Joseph L. Mankiewicz, et de Rose Stradner.

## Filmographie partielle

### Réalisateur
- 1987 : Dragnet
- 1991 : Un crime dans la tête

### Scénariste
- 1968 : Fureur à la plage de Harvey Hart
- 1973 : Vivre et laisser mourir de Guy Hamilton
- 1974 : L'Homme au pistolet d'or de Guy Hamilton
- 1976 : Le Pont de Cassandra de George Pan Cosmatos
- 1976 : L'aigle s'est envolé de John Sturges
- 1985 : Ladyhawke, la femme de la nuit de Richard Donner

### Conseiller Artistique
- 1978 : Superman de Richard Donner
- 1980 : Superman II de Richard Lester